# 山本博司
山本 博司（やまもと ひろし、1954年12月9日 - ）は、日本の政治家。前参議院議員（3期18年間の議員活動を終え令和7年7月28日に勇退）。
現役時は、財務大臣政務官、参議院消費者問題に関する特別委員長・総務委員長・災害対策特別委員長、公明党参議院国会対策委員長、厚生労働副大臣兼内閣府副大臣を歴任した。

## 来歴

### 生い立ち
1954年12月9日、愛媛県八幡浜市に生まれる（現在は香川県高松市在住）。八幡浜市立松蔭小学校、八幡浜市立八代中学校を経て、愛媛県立八幡浜高等学校に入学。中学・高校と卓球に汗を流し、高校ではチームとして四国大会ベスト8に入った。
高校を卒業後、慶應義塾大学に入学。可能性をどこまでも信じ抜いてくれる友人や恩師との出会いが人生の大きな転機となった。

### 日本IBM時代
大学を卒業後、日本IBMに入社。29年間、営業に従事し、年間売り上げ目標を12回達成する。社内部門MVPも獲得した。人材育成を担当し、独自の研修コースを開発。全国、約1500人の営業職、システムエンジニアの育成に携わる。
東京在住の約15年間、町内会の活動にも参加。交通部長、副会長として防火・防犯パトロールなどを行った。
また、若者の就職活動を支援する特定非営利法人「NPO人材アカデミー」の理事を務め、シンポジウムや講習会を開催するなど、若者の就職支援を続けている。

### 参議院議員
長女が2歳の時、睡眠障害などを伴う重度の知的障害と判明。妻と2人で介護・子育てを続け、障害者団体主催の訓練や行事に長女を連れて積極的に参加してきた。山本は「娘を通して、いろんな世界を見ることができ、謙虚さを学びました。平凡なことに幸せを感じ、感謝の思いがこみ上げてきました」と語っている。
こうした苦闘の経験が政治を志す大きな原点となっており、「国民に尽くすことが政治本来の使命。悩める庶民の側に立った優しさこそ政治に必要」との信念を掲げ、「社会的弱者に温かい手を差し伸べる福祉のネットワークづくり」や「子育て支援策の拡充」「離島振興」などのテーマに取り組んでいる。
2007年に初当選してからは、6年間で1500を超える障害者や介護、教育関係などの施設を訪問。国会論戦は120回に及び、「声なき声」を国政に届け続けた。
2019年7月の第23回参議院議員通常選挙では、党の規約では「任期中に69歳を超える場合は公認しない」とあるが、当時64歳（任期満了すると70歳）で特例で公認された。
2021年11月、公明党参議院国会対策委員長に就任。2025年7月の第25回参議院議員通常選挙には立候補せず、原田大二郎に後を託して政界を引退した。

## 経歴
- 1954年12月9日 - 愛媛県八幡浜市に生まれる。
- 1973年3月 - 愛媛県立八幡浜高等学校卒業。
- 1977年
  - 3月 - 慶應義塾大学法学部政治学科卒業。
  - 4月 - 日本IBMに入社。
- 2007年7月 - 第21回参議院議員通常選挙に公明党公認で比例区から立候補し、初当選（四国・中国地方重点）。
- 2013年
  - 7月 - 第23回参議院議員通常選挙に公明党公認で比例区から立候補し、再選（四国・中国地方重点）。
  - 9月 - 第2次安倍内閣において財務大臣政務官に就任（2014年9月、退任）。
- 2016年1月 - 参議院総務委員長に就任。
- 2019年7月 - 第25回参議院議員通常選挙に公明党公認で比例区から立候補（党の定年制規約の特例として公認[2]）し、3選（四国・中国地方重点）。
- 2020年9月 - 菅義偉内閣において厚生労働副大臣に就任。
- 2021年1月、兼ねて内閣府副大臣に就任[5]。新型コロナウイルスワクチン接種推進担当大臣に任命された河野太郎の下で、ワクチン接種の総合調整について藤井比早之（内閣府副大臣）とともに大臣を補佐する[6]。
- 2021年10月 - 参議院　公明党　国会対策委員長
- 2025年7月 - 参議院議員を勇退

## 政策・主張
選択的夫婦別姓
選択的夫婦別姓導入への賛否について「どちらとも言えない」としている。
日本国憲法
2013年の第23回参議院議員通常選挙においては、日本国憲法の改正に賛意を示すものの、第9条の改正には反対するとしている。
集団的自衛権
2013年の第23回参議院議員通常選挙に際し、集団的自衛権の行使を認めるため憲法解釈を変更すべきか問われ、憲法解釈の見直しに反対すると表明していた。
社会福祉
ライフワークとして障碍者を支える法整備の充実に取り組み、障害者虐待防止法などの成立に尽力。また、就労施設からの製品購入を国や独立行政法人に促す障害者優先調達推進法は、自立支援への道を大きく切り開く画期的な法律である。障がい者の子を持つ親からは特に喜ばれ、「長年の悲願が実現した」と関係者の評価も高い。弱者に光を注ぐ政治姿勢は地域でも展開されている。離島振興法改正議論の中で「生活する島民の声を法律に盛り込みたい」と、全国75の島々を訪ね、介護や医療の課題を調査。ソフト事業に活用できる交付金創設を盛り込ませた。引きこもりや難病対策、地方裁量型認定こども園への支援、再生医療の推進にも奮闘している。
消費者問題
参議院で与野党逆転したねじれ国会のもと、参議院消費者問題に関する特別委員長として合意形成を図る手腕も発揮。消費者事故の原因を究明する調査機関の新設を盛り込んだ改正消費者安全法など3法を成立に導き、消費者行政を大きく前進させた。
経済・財政
2019年の第25回参議院議員通常選挙においては、同年10月の消費税増税に賛成した。
2019年の第25回参議院議員通常選挙に際し、アベノミクスについて「成果を上げていると思う」との考えを示した。
皇位継承問題
2019年の第25回参議院議員通常選挙に際し、女性宮家創設に反対の意向を示した。

## 人物
- 趣味は卓球と囲碁である。
- 家族は妻、2男1女の5人。
- 「とにかく困っている人の現場に行く」ことが、当選以来変わらぬ政治信条である。

## 現在の役職

### 参議院
- 参議院 財政金融委員会 理事

### 公明党
- 参議院国会対策委員長
- 離島振興対策本部事務局長
- 障がい者福祉委員会事務局長
- 原爆被害者対策委員会事務局長
- 瀬戸内海フォーラム座長
- 造血幹細胞移植法整備推進プロジェクトチーム事務局長
- IT技術活用検討プロジェクトチーム事務局長
- 四国方面副議長
- 機関紙推進委員長[10]

## 過去の役職

### 内閣
- 厚生労働副大臣（菅義偉内閣・第1次岸田内閣）
- 内閣府　ワクチン担当副大臣（菅義偉内閣）
- 財務大臣政務官（第2次安倍内閣）

### 参議院
- 国土交通委員会委員
- 議院運営委員会理事
- 災害対策特別委員会理事
- 予算委員会委員・理事
- 農林水産委員会委員
- 文教科学委員会委員
- 消費者問題に関する特別委員会理事
- 国民生活・経済・社会保障に関する調査会理事
- 国民生活のためのデフレ脱却及び財政再建に関する調査会理事